# Список синглов № 1 в США в 2022 году (Billboard)

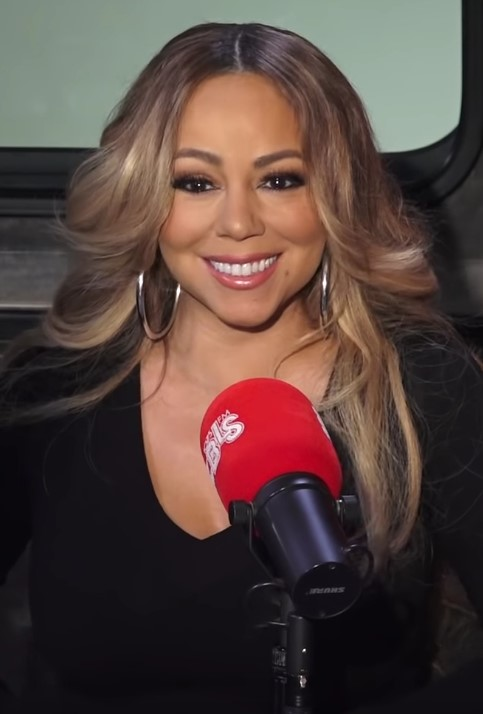
Мэрайя Кэри снова возглавила чарт со своим старым треком «All I Want for Christmas Is You», который дебютировал ещё четверть века назад (в 1994 году) и он стал её 19-м чарттоппером в Hot 100 в карьере (рекорд для сольных исполнителей)

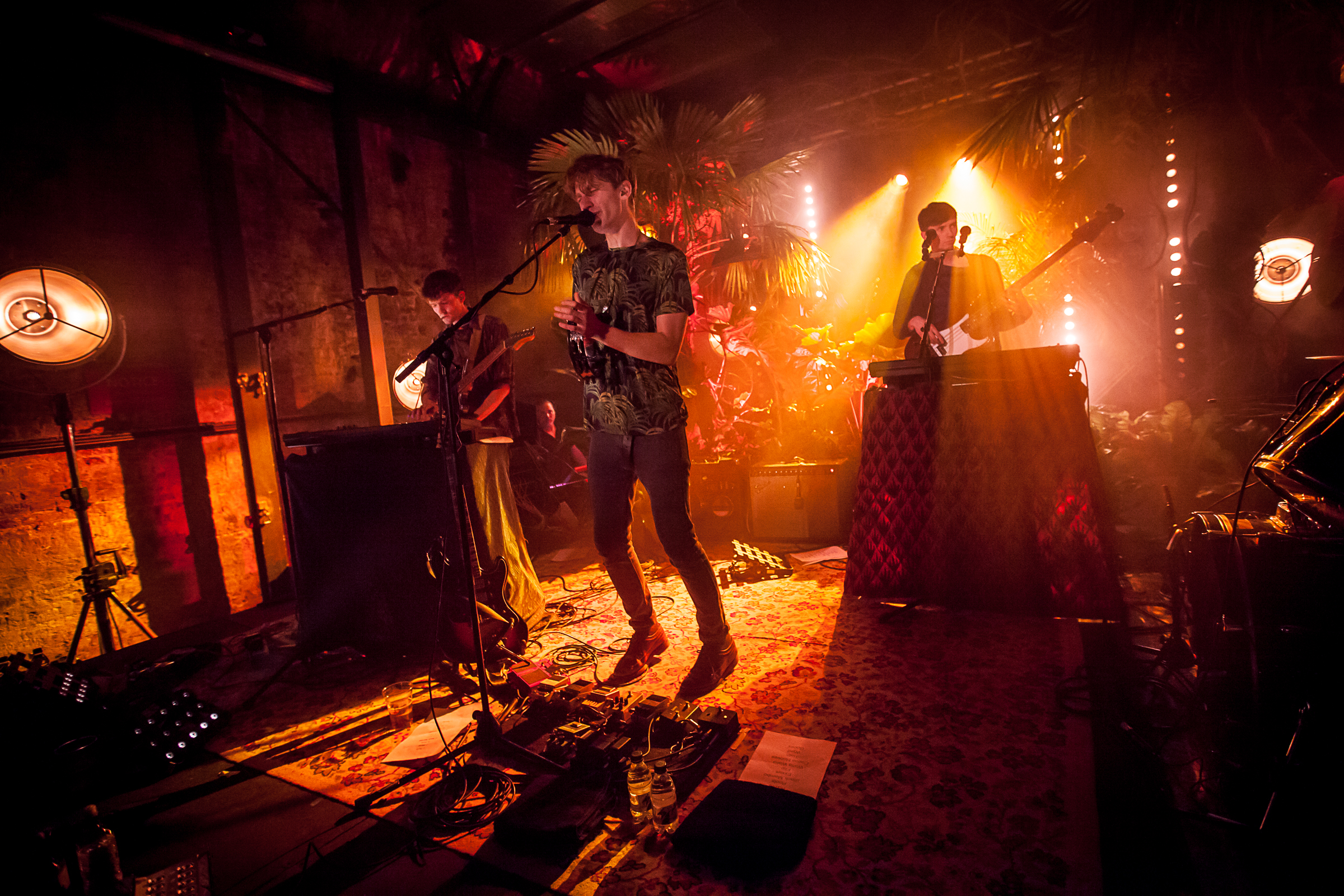
Сингл «Heat Waves» британской инди-поп группы Glass Animals возглавил Hot 100 спустя 59 недель после дебюта: новый рекорд чарта за всю его историю

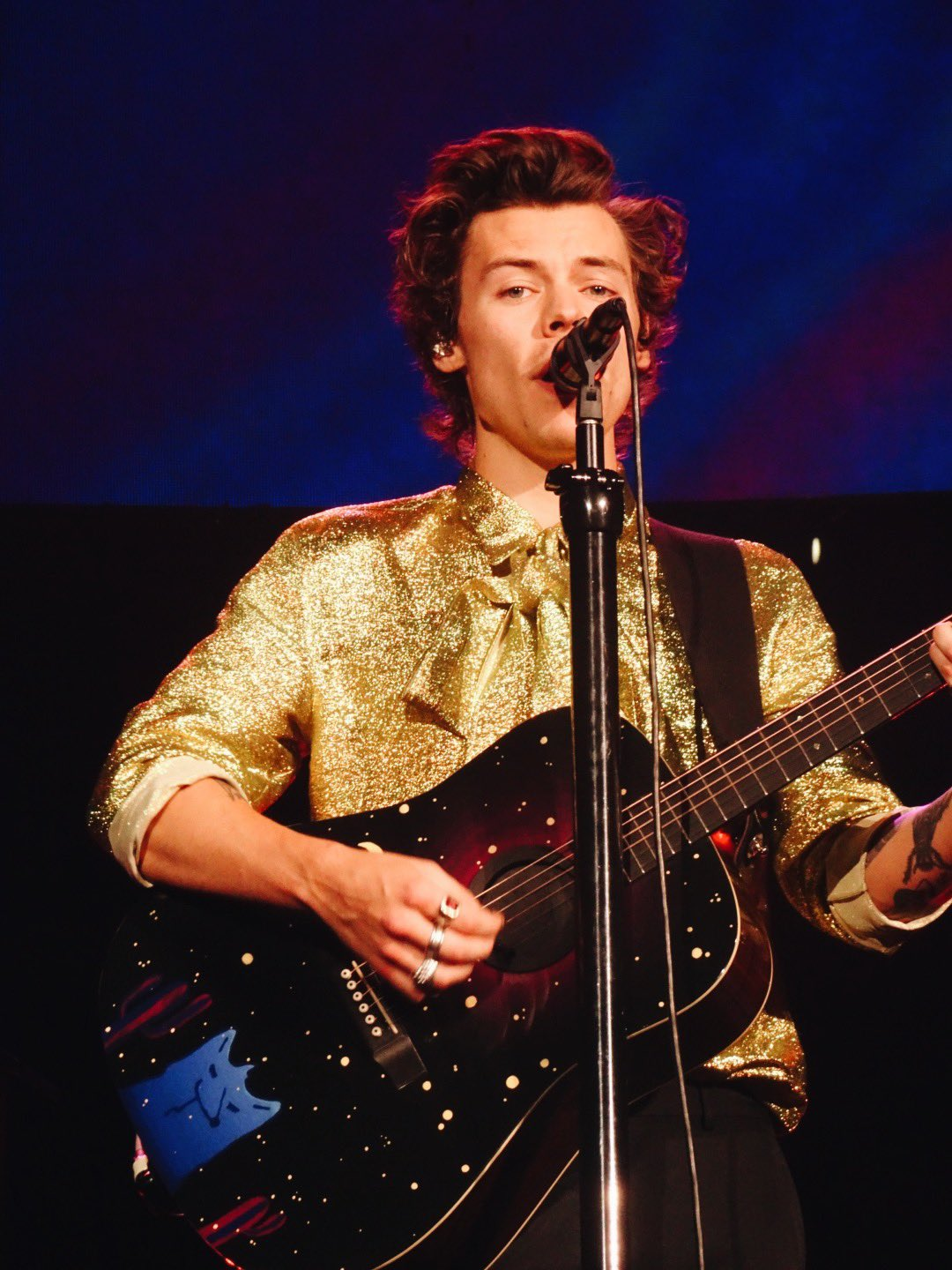
Английский певец Гарри Стайлз во второй раз в карьере возглавил хит-парад, на этот раз с песней «As It Was»

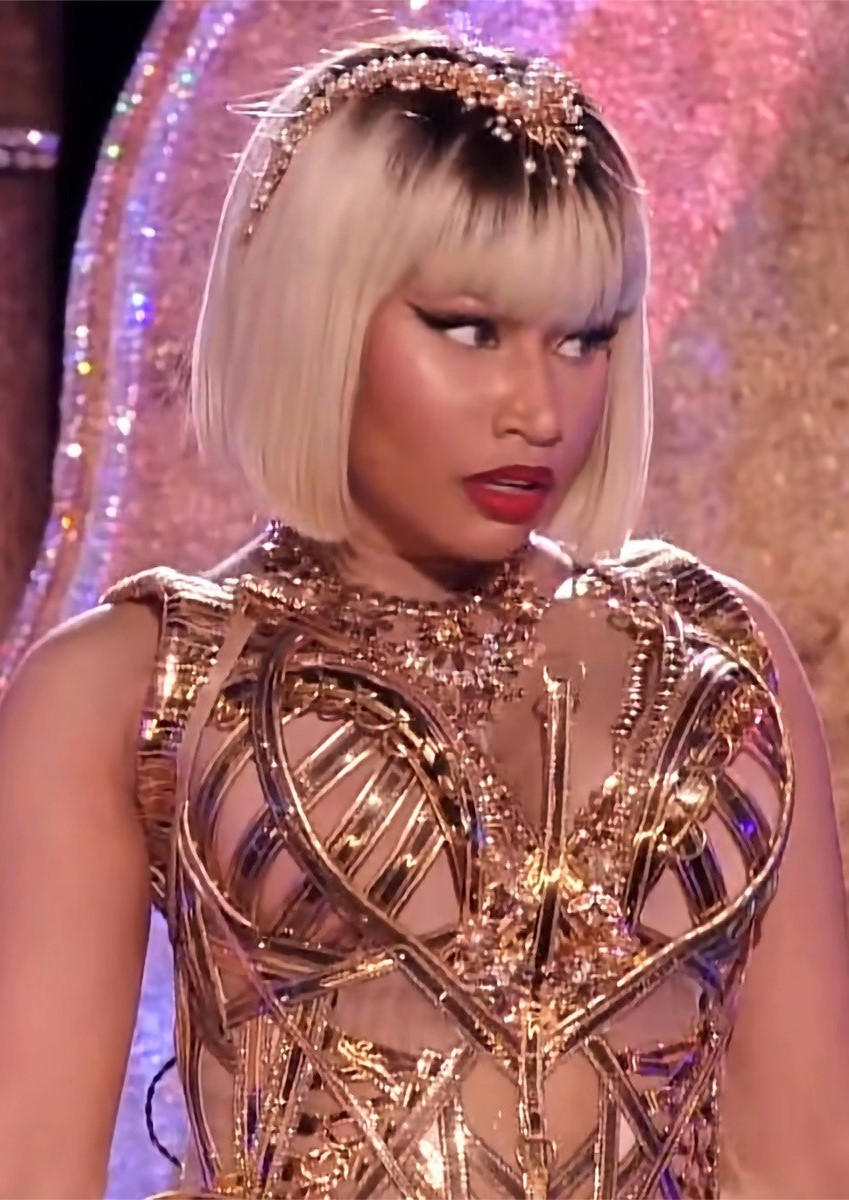
Ники Минаж с синглом «Super Freaky Girl» стала первой рэп-исполнительницей в 21-м веке, и лишь второй в истории, которая дебютировала на вершине чарта с сольным синглом. Кроме того, она стала рэпершей с наибольшим числом дебютов на вершине, имея два подобных случая, с «Trollz» в 2020

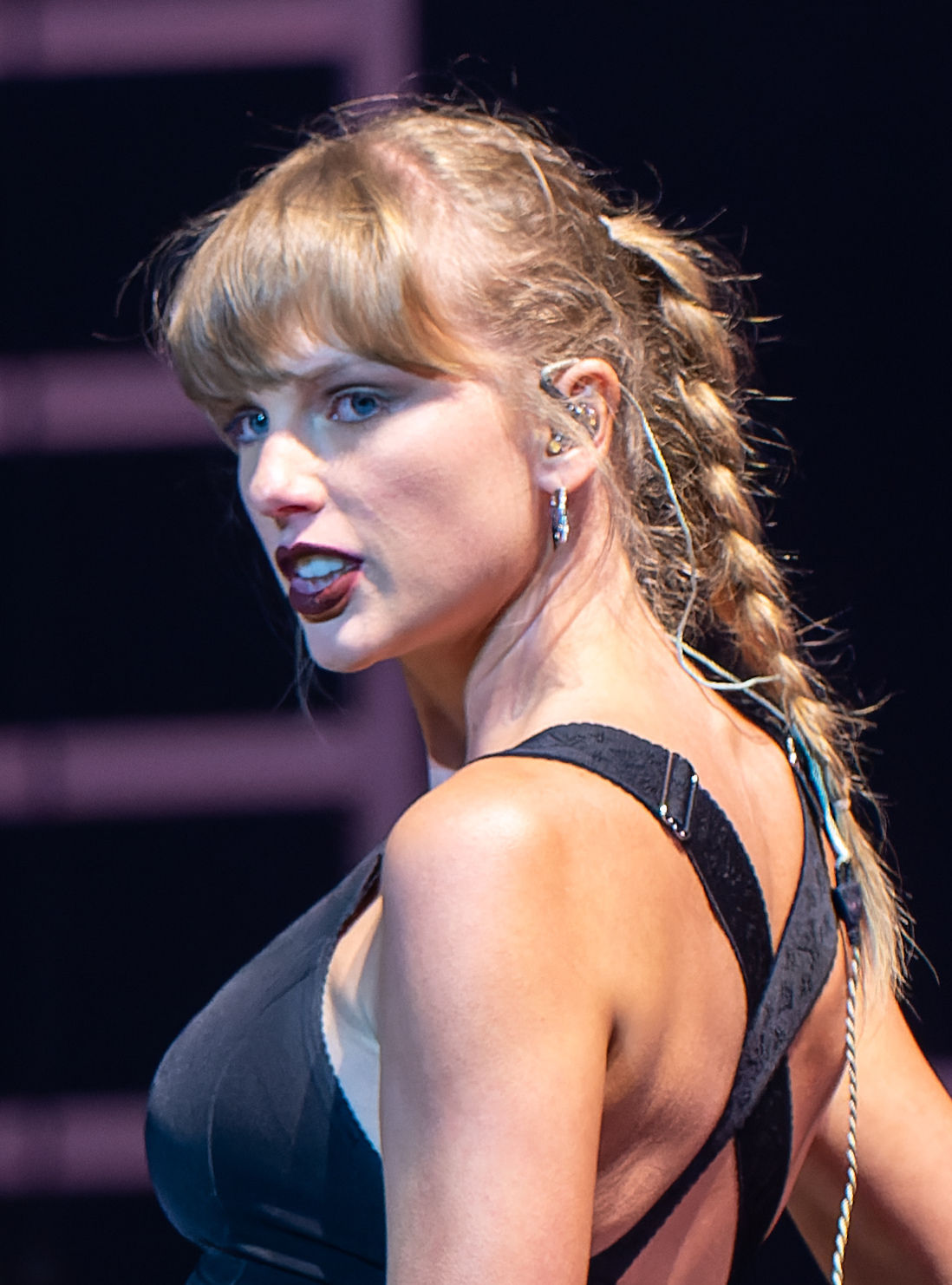
Тейлор Свифт с песней «Anti-Hero» лидировала в конце года.

Список синглов № 1 в США в 2022 году включает синглы, возглавлявшие главный хит-парад Северной Америки по итогам каждой из недель 2022 года (данные становятся известны заранее, так как публикуются на неделю вперёд). В нём учитываются наиболее продаваемые синглы (песни) исполнителей США, как на физических носителях (лазерные диски, грампластинки, кассеты), так и в цифровом формате (mp3, просмотр видео, радиоэфиры, стриминг и другие). Составляется по данным службы MRC Data (до 2020 года — Nielsen SoundScan), публикуется редакцией старейшего музыкального журнала США Billboard и поэтому называется Billboard Hot 100 («Горячая Сотня» журнала Billboard).
В 2022 году было отмечено несколько рекордных достижений в истории хит-парада. Хит «We Don’t Talk About Bruno» стал первым с семью заявленными исполнителями. Сингл «Heat Waves» группы Glass Animals долгие и рекордные 59 недель шёл к первому месту Hot 100 (12 марта), при том, что чарт Alternative Airplay он возглавлял почти за год до этого. Песня «Cold Heart (Pnau remix)» позволила Элтону Джону увеличить время нахождения в Топ-10 до 51 года (начиная с дебюта в 1971 году) и заработать рекордный 18-й чарттоппер в Adult Contemporary.
2022 год стал рекордным по числу испаноязычных песен одного музыканта, одновременно находящихся в сотне лучших: в мае впервые в истории в Топ-100 было сразу 22 испаноязычных песни (Bad Bunny). 12 исполнителей (пять песен) впервые воцарились в 2022 году (сумму 2022 года увеличивает песня Encanto «We Don't Talk About Bruno», на которую приходится семь артистов).

## История
- 1 января 2022 года хит-парад снова возглавил сингл «All I Want for Christmas Is You» американской певицы Мэрайи Кэри, в сумме это седьмая его неделя на первом месте (и 14-я неделя на вершине чарта Streaming Songs, а также 50-я неделя на вершине Holiday 100, запущенного в 2011 году). А для певицы это её 86-я неделя на первом месте и увеличение абсолютного рекорда, далее идут Рианна (60 недель на № 1) и The Beatles (59). Сингл стал первым в истории, кому удалось быть на первом месте Hot 100 в четыре разных года (21 и 28 декабря 2019, 4 января и 19 декабря 2020 и 2 января и 25 декабря 2021, 1 января 2022 года). Кроме того, «Christmas» стал пятым чарттоппером Кэри с 7+ неделями на первой позиции, что позволило её делить лидерство по этому показателю с Дрейком, опередив конкурентов с тремя такими достижениями (Адель, Бейонсе, Boyz II Men и Рианна). Кроме того, её чарттопперы были лидерами Hot 100 в 18 разных лет (1990—2000, 2005-06, 2008, 2019-22), что значительно больше преследователей: 10 лет с хитами № 1 у Пола Маккартни/Wings (1971, 1973-76, 1978, 1980, 1982-84; без учёта как участник The Beatles, где ещё 8 лет: 1964-70); Майкл Джексон (1972, 1979-80, 1983-84, 1987-88, 1991-92, 1995); Мадонна (1984-87, 1989-92, 1995, 2000). Ещё один старый хит «Last Christmas» (1984) британской группы Wham! впервые поднялся на 7-е место[1].
- 8 января 2022 года хит-парад 8-ю в сумме неделю возглавлял сингл «All I Want for Christmas Is You» (15-я неделя на № 1 в Streaming Songs и 51-я неделя на № 1 в Holiday 100) и 87-я неделя лидерства для всех хитов номер один певицы. Кроме того, «Christmas» стал пятым чарттоппером Кэри с 8+ неделями на первой позиции, что позволило ей делить лидерство по этому показателю с Дрейком, благодаря таким своим хитам как «One Sweet Day» (16 недель № 1 в Hot 100, 1995-96); «We Belong Together» (14, 2005); «Christmas» (8, 2019-22); «Fantasy» (8, 1995) и «Dreamlover» (8, 1993)[9].
- 15 января 2022 года британская певица Адель снова возглавила хит-парад с синглом «Easy on Me» (восьмая неделя во главе чарта). Он также 7 недель № 1 в Radio Songs, а ранее был 5 недель № 1 в Streaming Songs и 2 недели № 1 в Digital Song Sales. Сингл «Industry Baby» (Lil Nas X и Джек Харлоу) лидировал в Hot R&B/Hip-Hop Songs и Hot Rap Songs18-я и 19-ю, соответственно[10].
- 12 марта 2022 года британская группа Glass Animals возглавила хит-парад с синглом «Heat Waves» и произошло это спустя 59 недель после дебюта: новый рекорд чарта за всю его историю[2]. 30 апреля хит «Heat Waves» был 31-ю неделю на № 1 в рок-чартах Hot Rock & Alternative Songs и Hot Alternative Songs[11].
- 16 апреля английский музыкант Гарри Стайлз возглавил хит-парад с синглом «As It Was», его второй чарттоппер после «Watermelon Sugar» в 2020 году. Благодаря песням «As It Was» и «Watermelon Sugar» Стайлз стал первым участником англо-ирландского бой-бэнда One Direction, занявшим несколько первых мест в Hot 100. Он превосходит Зейна, чей «Pillowtalk» лидировал в 2016 году. Благодаря этому они оба сделали One Direction первой группой с двумя участниками, которые дебютировали под номером 1 в Hot 100 с сольными песнями[12]. В дальнейшем «As It Was» лидировал 15 недель с перерывами в течение 5 временных промежутков, последнее является абсолютным рекордом чарта[13][14].
- 23 апреля хит-парад возглавил сингл «First Class» американского рэпера Джек Харлоу, его второй чарттоппер, после участия в песне Lil Nas X «Industry Baby» в 2021 году. Сингл также возглавил чарты Hot R&B/Hip-Hop Songs, Hot Rap Songs, Streaming Songs и Digital Song Sales[15].
- 2 июля хит-парад возглавил сингл «Jimmy Cooks» канадского репэра Дрейка (11-й его чарттоппер и 7-й сразу на вершине) при участии 21 Savage. Также песня отметилась для Дрейка несколькими рекордными достижениями: 29-й хит в top-5, 58-й хит в top-10 (Hot 100) и 25-й лидер двух жанровых чартов Hot R&B/Hip-Hop Songs и Hot Rap Songs[16].
- 30 июля на первое место вышел сингл «About Damn Time» певицы Лиззо, её второй чарттоппер[17].
- 13 августа на первое место вышел сингл «Break My Soul» певицы Бейонсе, её восьмой сольный чарттоппер (ещё четыре было в составе Destiny’s Child в 1999—2002)[18]. Данный сингл ознаменовал возвращение певицы на вершину с сольным синглом, спустя 13 лет, после «Single Ladies (Put a Ring on It)» в 2009-м году.
- 27 августа на вершину взошла песня «Super Freaky Girl» рэп-исполнительницы Ники Минаж. Это второй случай в истории, когда сольная женская рэп-песня дебютировала на вершине Hot 100 (первой была Лорин Хилл с песней «Doo Wop (That Thing)» в 1998). Также эта песня стала первым сольным чарттоппером Минаж[19].
- 8 октября на первое место вышел сингл «Bad Habit» музыканта Стива Лейси, его первый чарттоппер[20]. Одновременно эта песня стала первой, кому удалось одновременно возглавить пять рок- и хип-хоп-чартов: Hot Rock & Alternative Songs, Hot Rock Songs, Hot Alternative Songs (все три по 8 недель к 22 октября), Hot R&B/Hip-Hop Songs и Hot R&B Songs (оба по 7 недель к 22 октября) (с момента их установления по мульиметрике в октябре 2021 года)[21].
- 29 октября но вершину чарта взошла песня «Unholy» Сэма Смита и Ким Петрас. Впервые в истории чарта его лидерами были артист — не бинарная личность (Сэм) и артист-трансгендер (Ким). Также эта песня стала первым чарттопером для обеих артистов[22].
- 5 ноября все первые десять мест Топ-10 заняли песни Тейлор Свифт с её альбома Midnights. Ранее ни один музыкант в истории не занимал полностью всю десятку лучших. Сингл «Anti-Hero», получив 59,7 млн потоков, 13500 цифровых продаж и 32 млн радиоэфиров, занял первое место в хит-параде Billboard Hot 100, став девятым её номером один. Это её пятый дебют на вершине чарта, после премьер «Shake It Off», «Cardigan», «Willow» и «All Too Well (Taylor’s Version)». Со своим последним синглом она сравнялась с Арианой Гранде по числу дебютов на № 1 в Hot 100 среди женщин (5). Лидирует здесь Дрейк (7), за ним следуют BTS (5), Гранде (5), Свифт и Джастин Бибер (4). А ещё девять песен с альбома Midnights заняли все остальные места в Топ-10, что произошло впервые в истории[23][a].
- 19 ноября сингл «Anti-Hero» Тейлор Свифт продлил своё лидерство на третью неделю, и благодаря выходу семи новых ремиксов (включая Bleachers remix, Roosevelt remix, Jayda G remix, Kungs remix, акустическую версию) и огромному росту цифровых продаж (+1793 %, или 327 тыс. продаж, рекорд за 5 лет) возглавил чарт Digital Song Sales (в 25-й раз в карьере Свифт). При этом восемь мест в Топ-10 (со 2-го по 9-й) заняли дебютировавшие там новые песни канадского рэпера Дрейка (семь из них при участии 21 Savage). В результате он стал первым исполнителем, который дважды имел в десятке лучших не менее 8 своих хитов (первый раз это было у него в 2021 году). Его сингл «Rich Flex» (№ 2 в Hot 100) поставил рекорды, став лидером двух жанровых чартов Hot R&B/Hip-Hop Songs (26-м чарттоппером) и Hot Rap Songs (27)[24]. Также Дрейк отметился несколькими новыми рекордными достижениями Hot 100: 34 хита в top-5, 67 хитов в top-10 (Hot 100, включая 49 как основной исполнитель), 115 хитов в top-20, 173 хита в top-40, 293 хита в top-100. Между тем, это всего лишь четвёртая неделя в истории, когда один артист одновременно поместил не менее семи песен в топ-10. Кроме того, с 15 песнями в последней двадцатке Hot 100 Дрейк установил новый рекорд по количеству одновременных хитов в топ-20. Дрейк зарегистрировал 14 одновременных хитов в топ-20 18 сентября 2021 года, одновременно с появлением в чартах альбома Certified Lover Boy, а Свифт сравнялась с ним две недели назад с появлением в чартах альбома Midnights[25][b].
- 17 декабря 2022 года четвёртый сезон подряд рождественский хит-парад снова возглавил сингл «All I Want for Christmas Is You» американской певицы Мэрайи Кэри, в сумме это 9-я его неделя на первом месте (и 17-я неделя на вершине чарта Streaming Songs, а также 54-я неделя на вершине Holiday 100, запущенного в 2011 году). А для певицы это её 88-я неделя на первом месте и увеличение абсолютного рекорда. Далее также идут старые новогодние хиты: № 2 — Бренда Ли «Rockin’ Around the Christmas Tree» (1958), № 3 — Бобби Хелмс «Jingle Bell Rock» (1957), № 4 — Бёрл Айвз «A Holly Jolly Christmas» (1964), № 9 — Wham! «Last Christmas» (1984). Причём первые два места были и два и три года назад там же, где и сейчас (а 1 января 2022 года и все первые четыре места полностью совпадают с этой неделей). Из новых синглов лишь № 5 — Metro Boomin «Creepin’» (вместе с The Weeknd и 21 Savage), и № 6 — «Anti-Hero»[26].

## Список синглов № 1
| Дата        | Песня                             | Исполнитель | Ссылка          |
| ----------- | --------------------------------- | --- | --------------- |
| 1 января    | «All I Want for Christmas Is You» | Мэрайя Кэри | [ 1 ] [ 27 ]    |
| 8 января    | «All I Want for Christmas Is You» | Мэрайя Кэри | [ 9 ] [ 28 ]    |
| 15 января   | «Easy on Me»                      | Адель | [ 10 ] [ 29 ]   |
| 22 января   | «Easy on Me»                      | Адель | [ 30 ] [ 31 ]   |
| 29 января   | «Easy on Me»                      | Адель | [ 32 ] [ 33 ]   |
| 5 февраля   | «We Don’t Talk About Bruno»       | Каролина Гайтан, Mauro Castillo, Adassa, Рензи Фелиз, Дайан Герреро, Стефани Беатрис и актёрский состав м/ф «Энканто» | [ 34 ] [ 35 ]   |
| 12 февраля  | «We Don’t Talk About Bruno»       | Каролина Гайтан, Mauro Castillo, Adassa, Рензи Фелиз, Дайан Герреро, Стефани Беатрис и актёрский состав м/ф «Энканто» | [ 36 ] [ 37 ]   |
| 19 февраля  | «We Don’t Talk About Bruno»       | Каролина Гайтан, Mauro Castillo, Adassa, Рензи Фелиз, Дайан Герреро, Стефани Беатрис и актёрский состав м/ф «Энканто» | [ 38 ] [ 39 ]   |
| 26 февраля  | «We Don’t Talk About Bruno»       | Каролина Гайтан, Mauro Castillo, Adassa, Рензи Фелиз, Дайан Герреро, Стефани Беатрис и актёрский состав м/ф «Энканто» | [ 40 ] [ 41 ]   |
| 5 марта     | «We Don’t Talk About Bruno»       | Каролина Гайтан, Mauro Castillo, Adassa, Рензи Фелиз, Дайан Герреро, Стефани Беатрис и актёрский состав м/ф «Энканто» | [ 42 ] [ 43 ]   |
| 12 марта    | «Heat Waves»                      | Glass Animals | [ 2 ] [ 44 ]    |
| 19 марта    | «Heat Waves»                      | Glass Animals | [ 45 ] [ 46 ]   |
| 26 марта    | «Heat Waves»                      | Glass Animals | [ 47 ] [ 48 ]   |
| 2 апреля    | «Heat Waves»                      | Glass Animals | [ 49 ] [ 50 ]   |
| 9 апреля    | «Heat Waves»                      | Glass Animals | [ 51 ] [ 52 ]   |
| 16 апреля   | «As It Was»                       | Гарри Стайлз | [ 12 ] [ 53 ]   |
| 23 апреля   | «First Class»                     | Джек Харлоу | [ 15 ] [ 54 ]   |
| 30 апреля   | «As It Was»                       | Гарри Стайлз | [ 11 ] [ 55 ]   |
| 7 мая       | «As It Was»                       | Гарри Стайлз | [ 56 ] [ 57 ]   |
| 14 мая      | «Wait for U»                      | Фьючер при участии Дрейка и Tems                                                                                      | [ 58 ] [ 59 ]   |
| 21 мая      | «First Class»                     | Джек Харлоу | [ 60 ] [ 61 ]   |
| 28 мая      | «First Class»                     | Джек Харлоу | [ 62 ] [ 63 ]   |
| 4 июня      | «As It Was»                       | Гарри Стайлз | [ 64 ] [ 65 ]   |
| 11 июня     | «As It Was»                       | Гарри Стайлз | [ 66 ] [ 67 ]   |
| 18 июня     | «As It Was»                       | Гарри Стайлз | [ 68 ] [ 69 ]   |
| 25 июня     | «As It Was»                       | Гарри Стайлз | [ 70 ] [ 71 ]   |
| 2 июля      | «Jimmy Cooks»                     | Дрейк при участии 21 Savage                                                                                           | [ 16 ] [ 72 ]   |
| 9 июля      | «As It Was»                       | Гарри Стайлз | [ 73 ] [ 74 ]   |
| 16 июля     | «As It Was»                       | Гарри Стайлз | [ 75 ] [ 76 ]   |
| 23 июля     | «As It Was»                       | Гарри Стайлз | [ 77 ] [ 78 ]   |
| 30 июля     | «About Damn Time»                 | Лиззо | [ 17 ] [ 79 ]   |
| 6 августа   | «About Damn Time»                 | Лиззо | [ 80 ] [ 81 ]   |
| 13 августа  | «Break My Soul»                   | Бейонсе | [ 18 ] [ 82 ]   |
| 20 августа  | «Break My Soul»                   | Бейонсе | [ 83 ] [ 84 ]   |
| 27 августа  | «Super Freaky Girl»               | Ники Минаж | [ 19 ] [ 85 ]   |
| 3 сентября  | «As It Was»                       | Гарри Стайлз | [ 13 ] [ 86 ]   |
| 10 сентября | «As It Was»                       | Гарри Стайлз | [ 87 ] [ 88 ]   |
| 17 сентября | «As It Was»                       | Гарри Стайлз | [ 89 ] [ 90 ]   |
| 24 сентября | «As It Was»                       | Гарри Стайлз | [ 91 ] [ 92 ]   |
| 1 октября   | «As It Was»                       | Гарри Стайлз | [ 14 ] [ 93 ]   |
| 8 октября   | «Bad Habit»                       | Стив Лейси | [ 20 ] [ 94 ]   |
| 15 октября  | «Bad Habit»                       | Стив Лейси | [ 95 ] [ 96 ]   |
| 22 октября  | «Bad Habit»                       | Стив Лейси | [ 21 ] [ 97 ]   |
| 29 октября  | «Unholy»                          | Сэм Смит и Ким Петрас                                                                                                 | [ 22 ] [ 98 ]   |
| 5 ноября    | «Anti-Hero»                       | Тейлор Свифт | [ 23 ] [ 99 ]   |
| 12 ноября   | «Anti-Hero»                       | Тейлор Свифт | [ 100 ] [ 101 ] |
| 19 ноября   | «Anti-Hero»                       | Тейлор Свифт | [ 24 ] [ 102 ]  |
| 26 ноября   | «Anti-Hero»                       | Тейлор Свифт | [ 103 ] [ 104 ] |
| 3 декабря   | «Anti-Hero»                       | Тейлор Свифт | [ 105 ] [ 106 ] |
| 10 декабря  | «Anti-Hero»                       | Тейлор Свифт | [ 107 ] [ 108 ] |
| 17 декабря  | «All I Want for Christmas Is You» | Мэрайя Кэри | [ 26 ] [ 109 ]  |
| 24 декабря  | «All I Want for Christmas Is You» | Мэрайя Кэри | [ 110 ] [ 111 ] |
| 31 декабря  | «All I Want for Christmas Is You» | Мэрайя Кэри | [ 112 ] [ 113 ] |

### Комментарии
1. ↑  Всю десятку чарта впервые в истории заняли песни одного музыканта, с альбома Midnights Свифт: 
№ 1, «Anti-Hero» (59,7 млн стрим-потоков / 32 млн радиоэфиров / 13500 продаж),
№ 2, «Lavender Haze» (41,4 млн / 2,4 млн / 2800),

№ 3, «Maroon» (37,6 млн / 471000 / 2900),

№ 4, «Snow on the Beach» feat. Lana Del Rey (37,2 млн / 615000 / 2600),

№ 5, «Midnight Rain» (36,9 млн / 449000 / 2,200),

№ 6, «Bejeweled» (35,5 млн / 1,6 млн / 16100),

№ 7, «Question…?» (31 million / 425000 / 21400),

№ 8, «You’re on Your Own, Kid» (34,1 млн / 498000 / 1500),

№ 9, «Karma» (33 млн / 1,9 млн / 3400),

№ 10, «Vigilante Shit» (32,2 млн / 424000 / 6400).
 Песни «Mastermind», «Labyrinth» и «Sweet Nothing» заняли места  №№ 13, 14, и 15, соответственно[23]
2. ↑  Не менее семи хитов одного музыканта в топ-10 одновременно
10, Taylor Swift, 5 ноября 2022

9, Drake, 18 сентября 2021

8, Drake, 19 ноября 2022

7, Drake, 1 июля, 2018

7, 21 Savage, Nov. 19 ноября 2022[25]